# Copla andaluza
La copla, copla andaluza, canción española o canción folklórica es un género artístico de la música de España que conjuga música, letra e interpretación. 

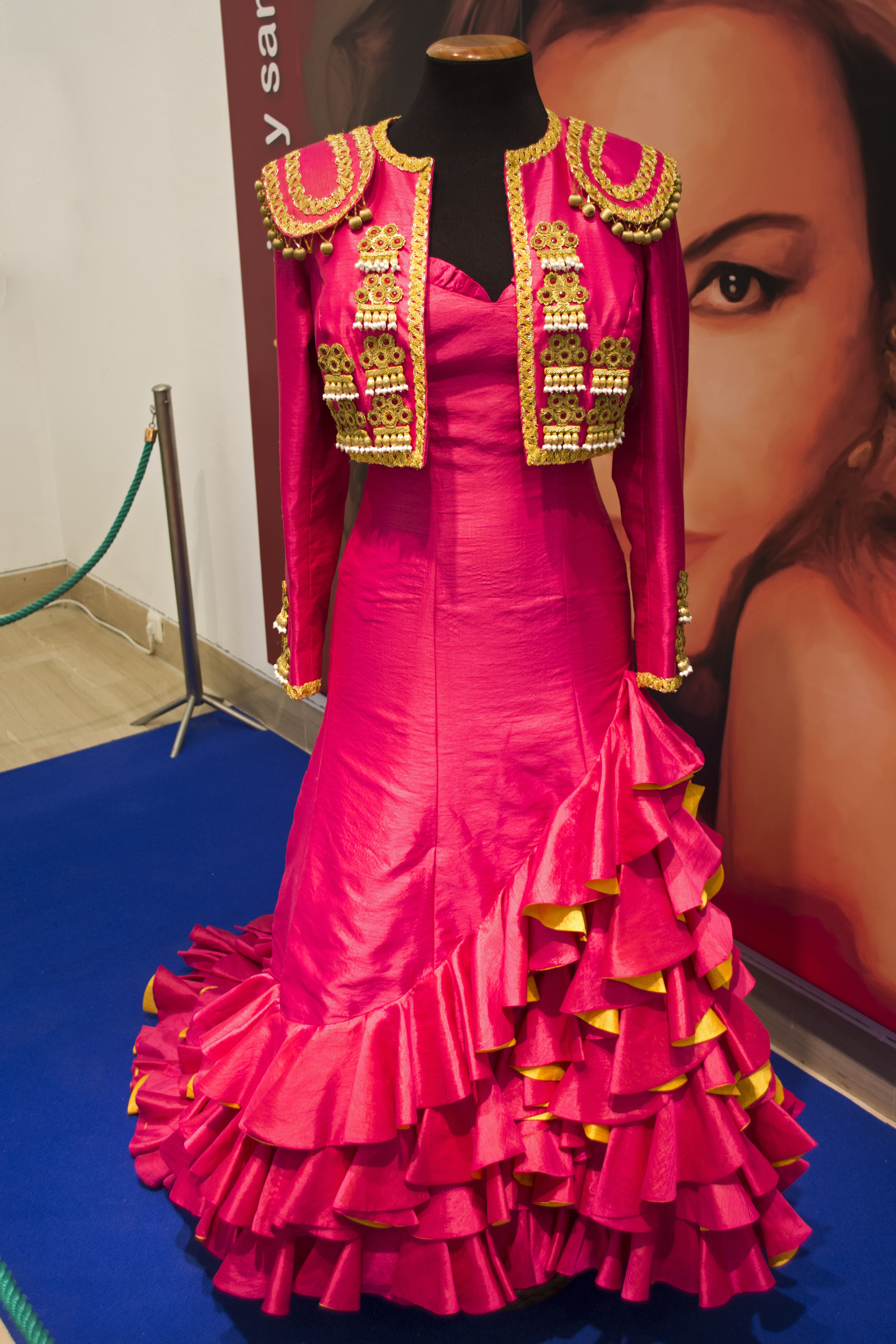
Traje de Rocío Jurado

Apareció en España a principios del siglo XX y se mantuvo vigente incluso durante la guerra civil española y la posguerra. A partir de 1950 tuvo una fuerte presencia en el cine musical español y el teatro español. A partir de la década de los años 70 comenzó un ligero declive con la popularización en España de otros estilos musicales. Sin embargo, su fuerte arraigo en la identidad cultural del país y el compromiso de muchos artistas han permitido que la copla siga vigente en el siglo XXI. Entre las canciones más representativas de este estilo se encuentran algunas como María de la O, ¡Ay pena, penita, penaǃ, Ojos verdes o Carmen de España.

## Características
Este importante género del siglo XX de la música de España surge en la década de los años veinte, con los antecedentes de la tradicional tonadilla, el teatro de variedades, la zarzuela, la ópera flamenca y el cuplé, del que heredó su sociología y valores. La primera copla propiamente dicha se considera El Relicario (1917) de los compositores Oliveros, Castellví y Maestro Padilla, interpretada por Raquel Meller.
Los libretos de este género ahondan en las pasiones humanas, generalmente con carácter narrativo. Las letras de la copla clásica despliegan historias de sentimientos desbordados, amor, el desengaño, los celos, la tristeza o la alegría en los que los personajes se ven superados por unas pasiones que no pueden ni quieren controlar. En muchos casos se evocan personajes sombríos e imágenes violentas, en otros resignado sufrimiento y honda tristeza. La estructura de las estrofas tiende el ritmo A-B-C-B. Hay letras brillantes en la historia de la copla, siendo las más habituales las historias hiperbólicas, que se desarrollan en pocas estrofas hasta su desenlace final. Son de temática costumbrista, con referencias aportadas por los autores de las letras de la generación del 27 en cuanto a la tauromaquia o lo gitano.

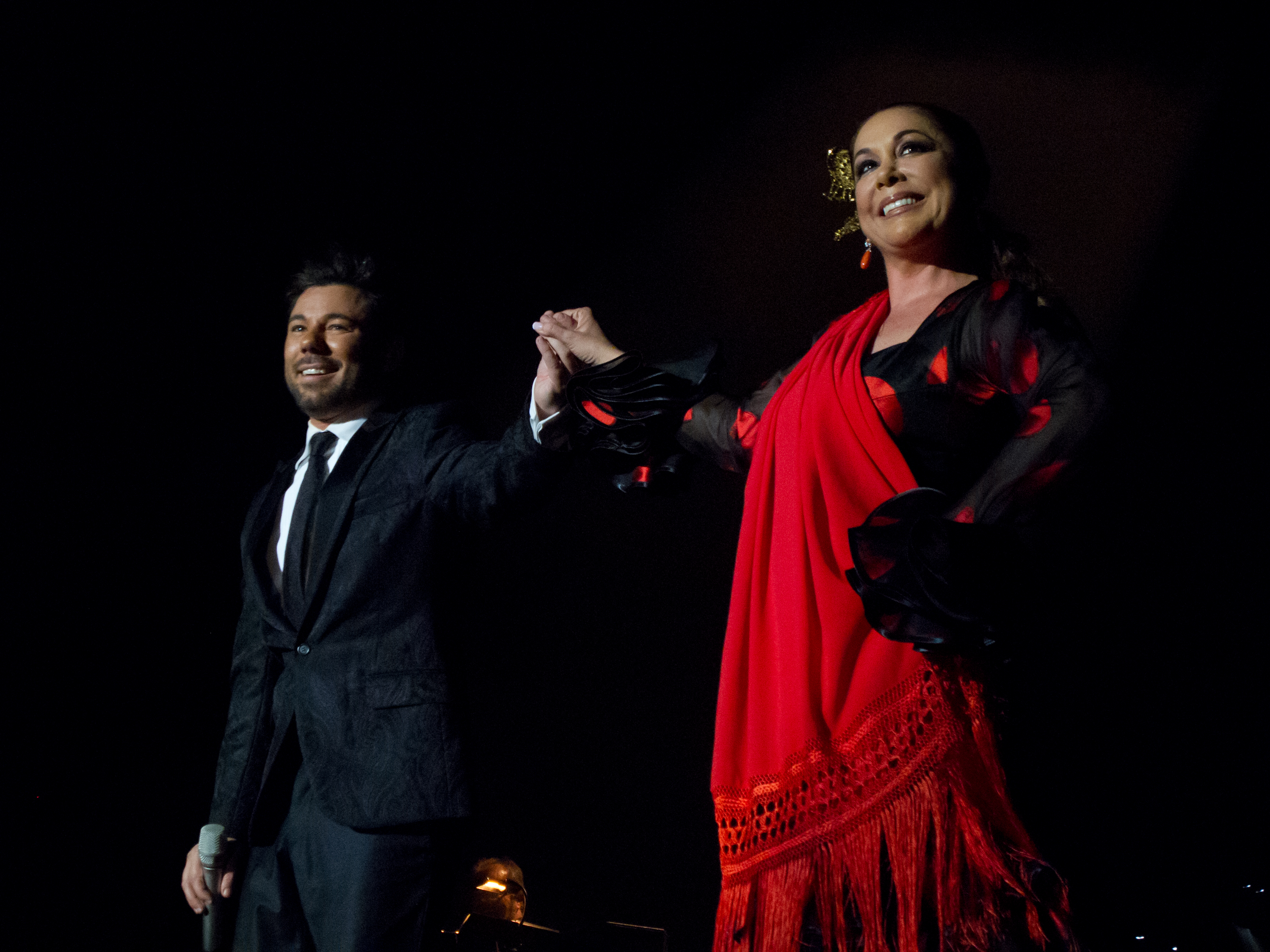
Isabel Pantoja y Miguel Poveda en concierto

Vocalmente, requiere de intérpretes con gran control de la proyección del aire para lograr una voz potente con dominio del vibrato, siendo estas dos sus principales facetas. Generalmente se hace uso del acento andaluz, aunque no siempre es así, habiendo salido grandes intérpretes de toda la geografía española. La textura tiende a ser aflamencada, sin jondura, si bien importantes intérpretes, como Concha Piquer, se han formado en la tradición lírica otorgando a la Copla un carácter académico próximo al virtuosismo operístico.

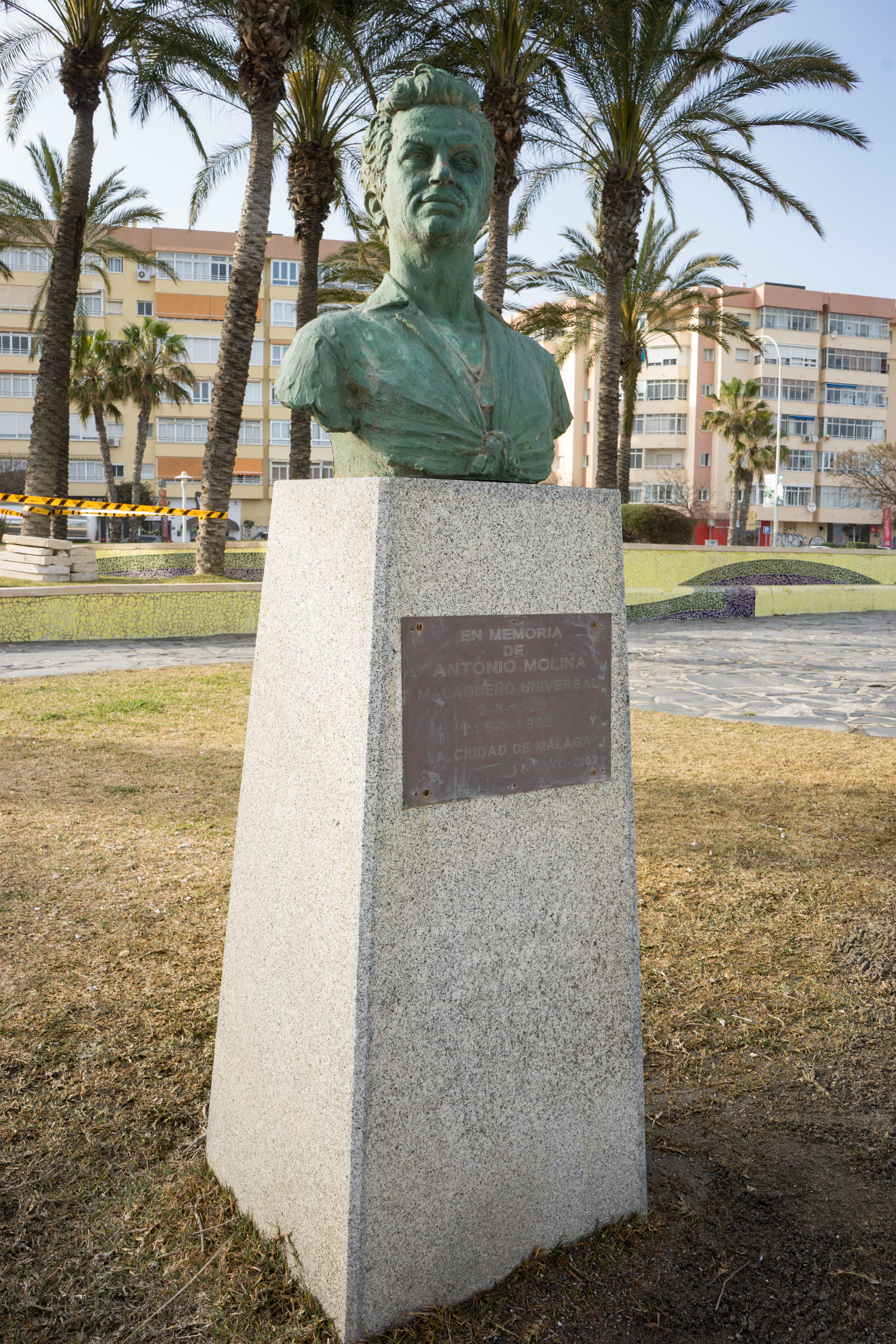
Busto de Antonio Molina en Málaga

El acompañamiento musical de la copla clásica es orquestal, en la tradición de la música culta española como la zarzuela. Los maestros Antonio Quintero, Rafael de León como letristas y Manuel Quiroga como compositor son los autores más prolíficos y populares de la copla. Tras la guerra civil marchó al exilio Salvador Valverde, autor de «Ojos verdes» y «María de la O».  También, el autor Ramón Perelló, autor de «La bien pagá» y «Los piconeros», estuvo preso en la cárcel. En cuanto a la música, hay composiciones magníficas. Son muy abundantes los acompañamientos de orquesta con constantes pausas dentro de un ritmo vivo y efectista, como «A tu vera» o «Tengo miedo». Hay composiciones con estrofas y temáticas contrastadas, como «María de la O» e introducciones musicales muy desarrolladas como «La bien pagá» o «Capote de grana y oro». También hay estribillos que repiten la introducción musical, con tiempos contrastados, como en el caso de «Ojos verdes». Hay composiciones a ritmo de tango y con cambios de tiempo, como «Tatuaje», pasodobles como «Carmen de España» o «Campanera», zambras como «A Ciegas» o boleros como «Dos cruces».
En los años 1960 se vio desplazada por el pop, la balada romántica y la rumba catalana. El apoyo del régimen franquista a la copla como símbolo de la identidad nacional produjo el rechazo de ciertos sectores en los años ochenta del siglo XX, pero artistas como Carlos Cano o Joan Manuel Serrat reivindicaron y ofrecieron una nueva imagen del género ayudando a su revitalización.

"Al habernos quitado determinados complejos pseudoexistencialistas y al desbrozar un poco esa especie de laberinto de los símbolos, hemos llegado a la recuperación de la cultura popular". Para Herrera, ello es legitimar hasta la normalidad lo que siempre hemos cantado: "La tonadilla es la puesta en pentagrama de la vida, y normalmente las historias que se cuentan en las coplas están desteñidas de posicionamientos ideológicos".
Carlos Herrera para El País (1990)

### La copla y el cine musical español

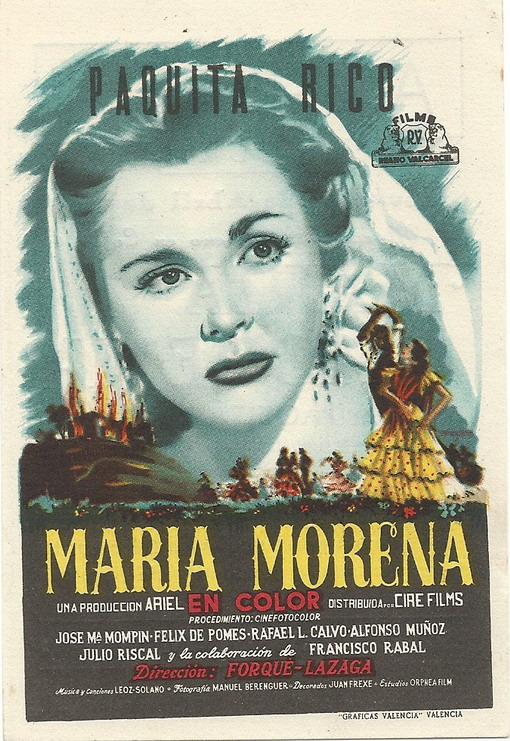
María Morena (1951) de Paquita Rico

Se mantuvo como el género más importante de la música popular española, aportando muchas y exitosas películas dentro del género del cine musical español, algunas de gran calidad, como Morena Clara (1936 y 1954), La Lola se va a los puertos (1947 y 1993), Carmen la de Triana (1938), María de la O (1936 y 1958), Canelita en rama (1942), Embrujo (1947), Lola la Piconera (1951), Violetas imperiales (1952) Mariquilla Terremoto (1938), Bajo el cielo andaluz (1960) y El balcón de la luna (1962). 
Coplillas de las divisas (americanos) de la película Bienvenido Mr Marshall (1953) es una de las canciones más emblemáticas del cine español. 
Además hay que señalar las películas de Antonio Molina y Juanito Valderrama, artistas flamencos que también se consideran dentro del género copla, como El padre coplillas (1968), Esa voz es una mina (1956), El pescador de coplas (1954), y las películas de Manolo Escobar como Mi canción es para ti (1965) y Pero... ¿En qué país vivimos? (1967).

## Grandes intérpretes clásicos

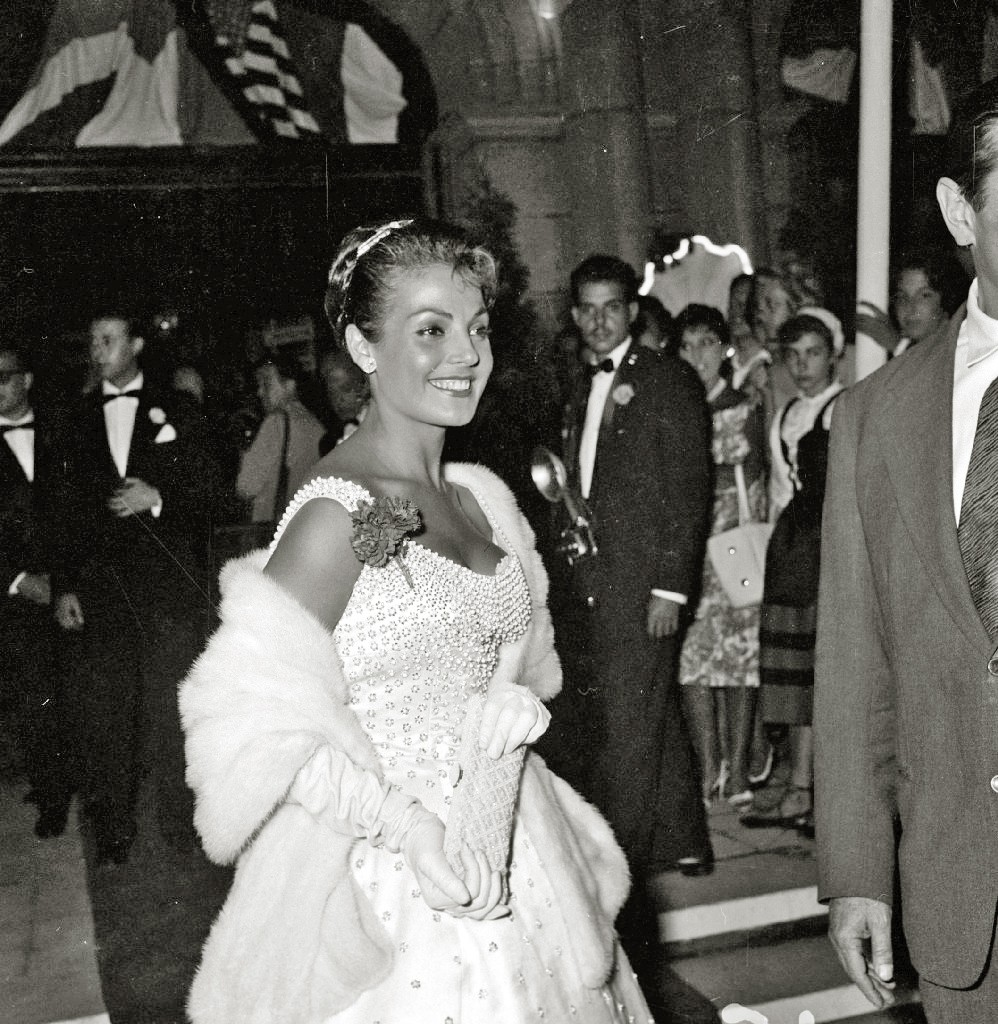
Carmen Sevilla en el Festival de Cine de San Sebastián

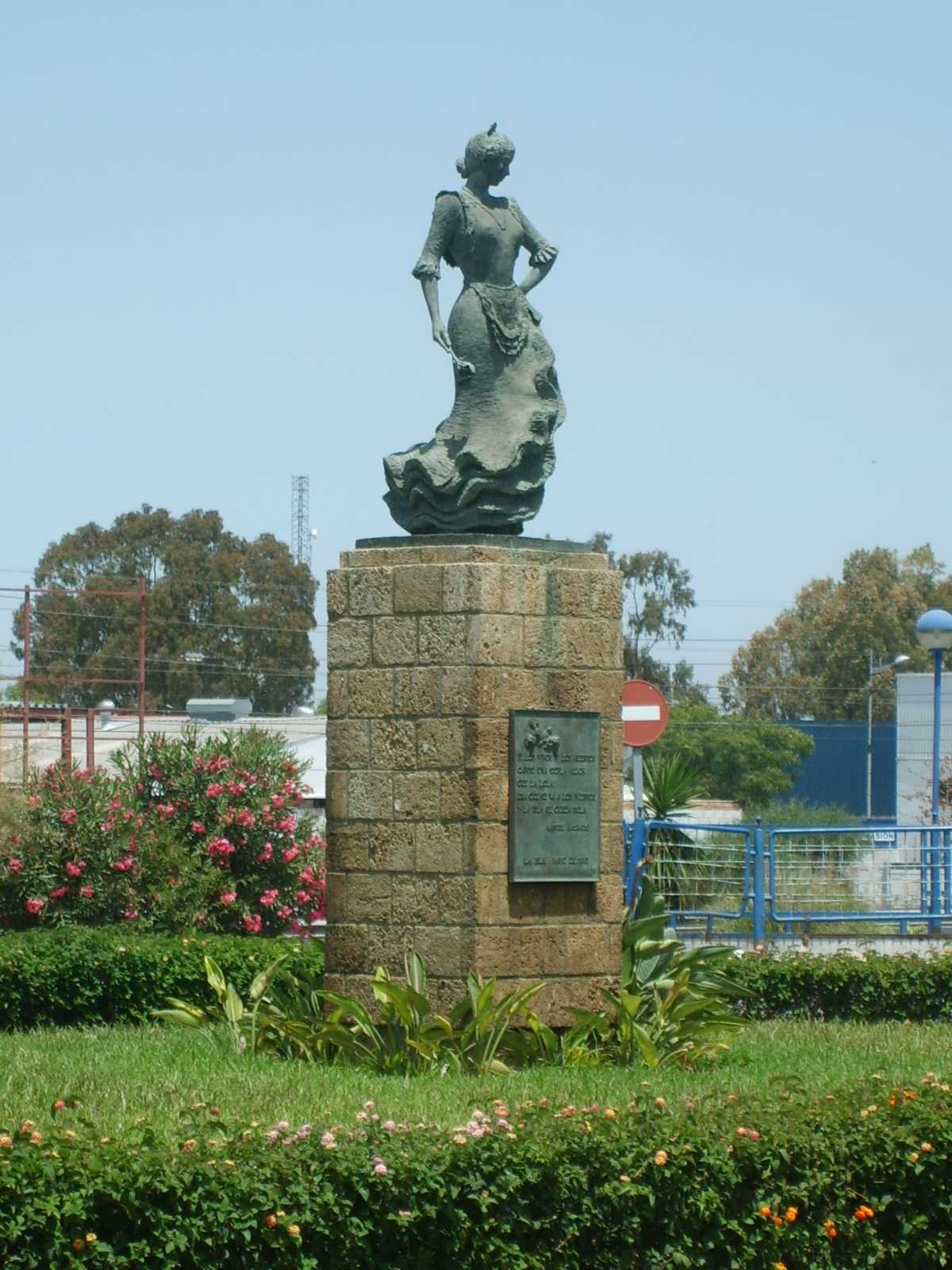
Estatua de La Lola se va a los puertos, hecha película por Juanita Reina (1947) y Rocío Jurado (1993)

Una de las primeras cantantes de copla fue Pastora Imperio. En esa época se cantaba cuplé, que después derivó en canción española conformando la copla de hoy en día. Sin embargo, es Estrellita Castro la que le brinda tonadillas flamencas y la convierte en lo que se conoce hoy día. Una de sus máximas representantes fue Concha Piquer. Las figuras más representativas del repertorio tradicional de la historia de la copla son: Lola Flores, Imperio Argentina, Concha Piquer, Miguel de Molina, Carlos Cano, Rosa Morena, Gracia Montes, Marifé de Triana, Imperio de Triana, Rocío Jurado, Isabel Pantoja, Juan Ramón González, Juanita Reina, Raquel Meller, Manolo Escobar, Juanito Valderrama, Joselito, Nati Mistral, Sara Montiel, Marujita Díaz, Concha Márquez Piquer, Paquita Rico, Carmen Sevilla, Rosita Ferrer, Antoñita Moreno, Carmen Flores, Lolita Sevilla, Mikaela, Antonio Molina, Manolo Caracol, Rafael Farina y Pepe Blanco.
Rocío Jurado modernizó la estética cambiando las batas de cola, atuendo tradicional en la copla, por vestidos de noche llamativos, internacionalizándola a finales de los años 1960 en el inicio de su carrera. 
En el último tercio del siglo XX los artistas principales de la copla fueron Rocío Jurado,  Isabel Pantoja, Martirio, María Jiménez o Bambino; y Carlos Cano, que fue figura fundamental en el resurgir de la copla andaluza.

## SigloXXI

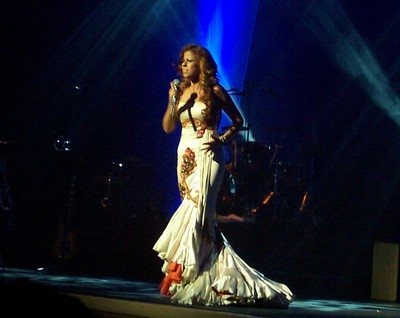
Actuación de Pastora Soler

Durante el siglo XX la aparición de internet y nuevas tecnologías digitales para difundir, producir y almacenar información favorece la heterogeneidad de la copla. La copla mantiene un fuerte arraigo en la identidad cultural de España. En la mayoría de las ocasiones se produce la adaptación simple de coplas populares cantadas con anterioridad por artistas clásicos de copla pero también se da la circunstancia de la fusión de la tradición de copla andaluza y la modernidad en muchas de las producciones actuales aglutinadas bajo el género copla.

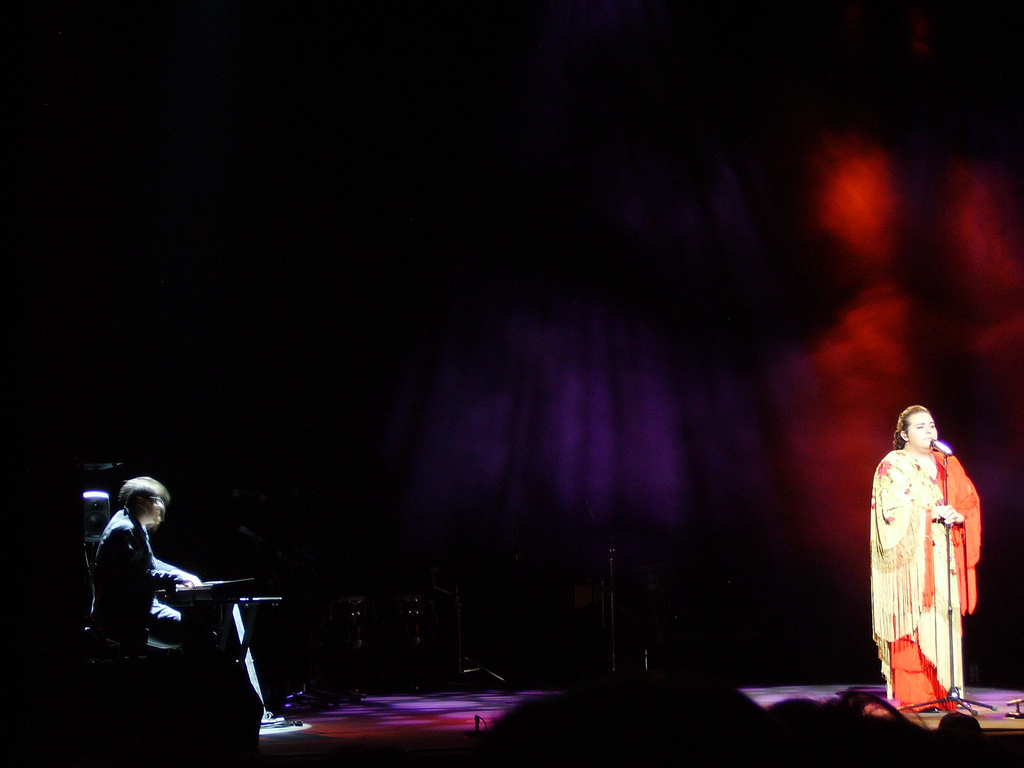
Falete en directo

En los últimos años los artistas más representativos del género tienen orígenes heterogéneos ya que en ocasiones son intérpretes exclusivamente de temas de copla o son artistas flamencos que adaptan temas clásicos para su repertorio, o artistas que poseen un repertorio pop con raíces en la copla andaluza. La cadena de radio Radiolé programa a artistas con afinidad con la copla. Los artistas que pueden considerarse dentro del género actual de copla sonː Pasión Vega, Clara Montes, Pastora Soler, Diana Navarro, Concha Buika, La Shica, La Canalla, Marta Quintero, Falete, India Martínez, Javier Ruibal, Javier Limón, Manuel Lombo, Miguel Poveda, María José Santiago, Patricia Vela, Pilar Boyero, Juan Antonio Valderrama, Joana Jiménez, Antonio Cortés, Laura Gallego Cabezas, Álvaro Vizcaíno, Carlos Gloria, Sandra Cabrera.

### Concursos musicales en televisión

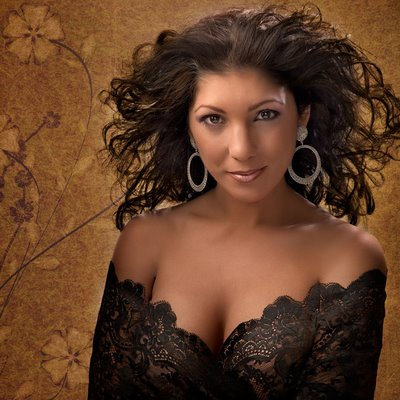
Joana Jiménez

A principios del siglo XXI renace con fuerza el interés por la copla en Andalucía gracias a las nueve ediciones del concurso musical Se llama copla de Canal Sur y las once de A tu vera de Castilla la Macha Televisión, dónde se han interpretado en todas las ediciones las canciones más representativas del repertorio de la copla. Estos programas y otros posteriores como Original y copla (2017), han permitido ver la interpretación de aspirantes a artistas de los temas de artistas clásicos de la copla con homenajes a los artistas de la copla. De estos programas han salido artistas como Joana Jiménez, Antonio Cortés, y Laura Gallego Cabezas .

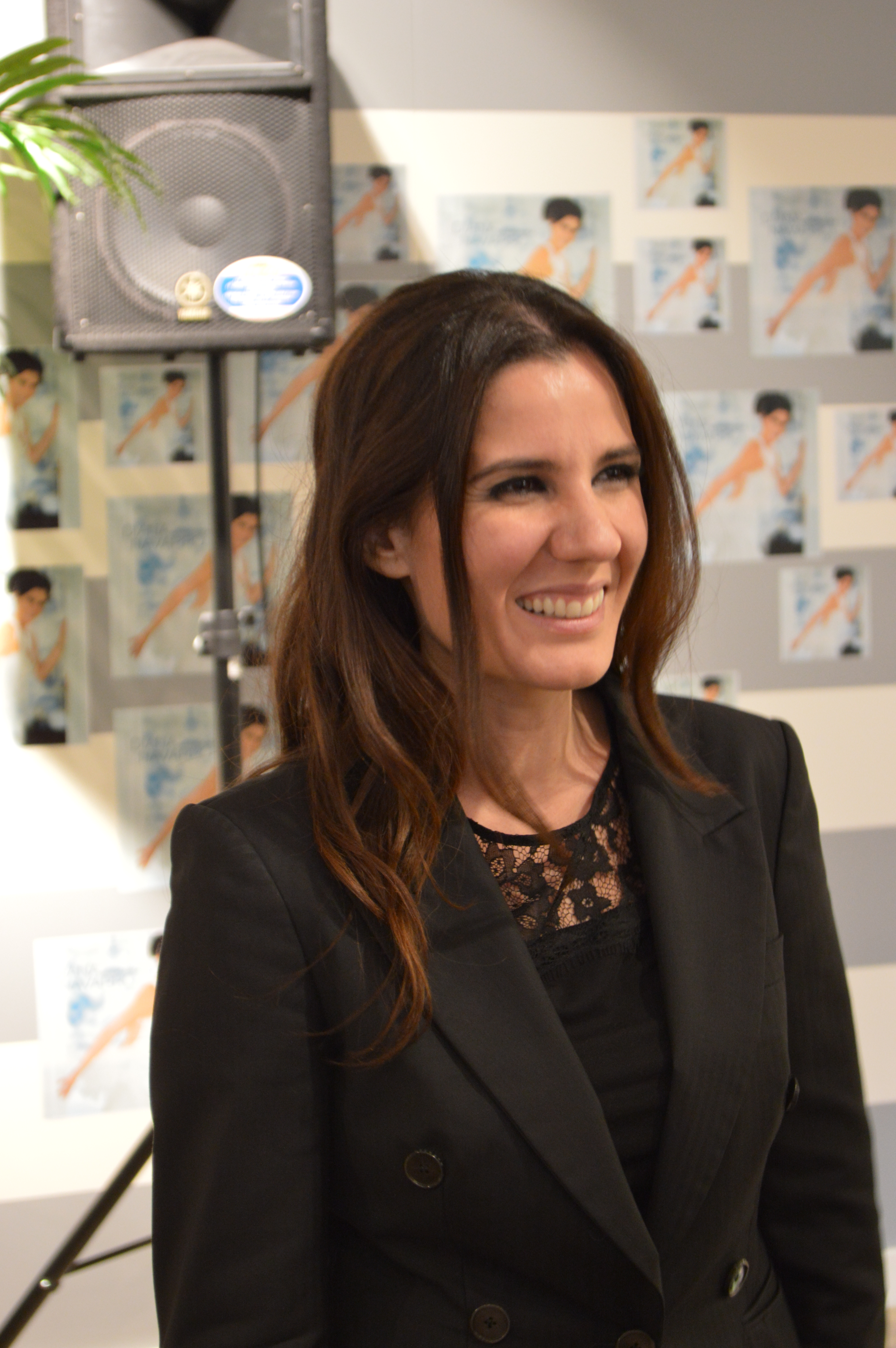
Diana Navarro

También destacar las interpretaciones de copla de las ocho ediciones concurso musical de imitaciones e importantes audiencias nacionales Tu cara me suena de Antena 3 con la participación de Falete en la temporada 4 y Diana Navarro en la temporada 6. A lo largo de las ediciones se han podido escuchar las versiones de los temas más populares de la copla. Señalar la interpretación de Tengo miedo de Marifé de Triana por Lorena Gómez (2016), Edurne, ganadora de la tercera edición (2014) o Diana Navarro (2018). También interpretó temas de Antonio Molina (Cocinero cocinero), y Pasión Vega (Ojos verdes ) la ganadora de la séptima edición en 2019 María Villalón. Los temas de Isabel Pantoja han sido interpretados por Beatriz Luengo o Toñi Salazar en Marinero de luces (2011 y 2016), Ángeles Muñoz con Se me enamora el alma (2012), Llum Barrera con Hoy quiero confesarme, Falete con Francisco Alegre (2016), Soraya Arnelas con Veneno (2018) y María Isabel con Así fue (2020). También se han escuchado interpretaciones de Carmen Sevilla como Edurne, ganadora de la tercera edición, en Cariño trianero (2013), Te quiero, te quiero por Rosa López (2016) y Morrongo por Rocío Madrid (2019). De los temas de Lola Flores se ha podido ver a Falete en Torbellino de Colores (2016), Melody en A tu vera (2014), y Toñi Salazar con Pena, penita, pena (2013). Los temas de Rocío Jurado también han sido interpretados por Cristina Ramos con Se nos rompió el amor (2020), por Lorena Gómez en con Como alas al viento (2017), Melody en Señora (2014). Se han visto las interpretaciones de Blas Cantó, ganador de la temporada 5 de Falete en S.O.S (2016) y de Diana Navarro en Sola (2016). Se ha podido ver a José Manuel Soto interpretando a Concha Piquer en Tatuaje(2013) y a Sylvia Pantoja como Estrellita Castro interpretando Mi Jaca (2013), a Roko, ganadora de la temporada 4 interpretando La bien pagá de Miguel de Molina, a Daniel Diges como Antonio Molina en Soy minero (2014), y a María del Monte con Francisco Alegre (2014) de Juanita Reina. Además, Diana Navarro interpretó en 2018 Quédate conmigo de Pastora Soler y Encrucijada de Marifé de Triana.
En cuanto al concurso musical y telerrealidad Operación Triunfo, señalar que en la quinta gala de Operación Triunfo 2020 y en Operación Triunfo 2003 se interpretó Y sin embargo te quiero Juanita Reina. Amaia Romero incluyó en 2018 en sus directos los temas Mi ruiseñor (Juanito Valderrama), Dos cruces (Antonio Molina), Ay, pena, penita, pena (Lola Flores).

### Álbumes de versiones de copla
En 1999 el disco de versiones Tatuaje, con temas versionados por Ana Belén, Marta Sánchez, Andrés Calamaro o Antonio Vega, entre otros.

Búnbury, Antonio Carmona, Ana Belén o Sabina reinventan la copla, no ya con sentimiento de perdedores y perdidos, de amadas y desamadas, sino como una fina pieza de lo popular y un milagro estético y barroco del pueblo español.
Francisco Umbral presentación del álbum Tatuaje (1999)

La cantautora María Rodés publicó María canta la copla (2014) con interpretaciones de copla y cuplé. Los temas de copla siguen siendo interpretados por los artistas de flamenco, como Miguel Poveda, que en el 2009 publicó Coplas del querer y por Estrella Morente en su álbum Copla (2019).

### Versiones de copla de artistas de otros géneros musicales
María Dolores Pradera o Plácido Domingo han revisando con versiones las creaciones clásicas de las grandes compositores de la copla. Joaquín Sabina incluyó en su directo Nos sobran los motivos (2001) la versión de Y sin embargo te quiero en la voz de Olga Román. Diego el Cigala y Bebo Valdés incluyeron La bien pagá en Lágrimas Negras (2003). 
Rosalía interpretó La hija de Juan Simón de Antonio Molina en su álbum Los Ángeles (2017). La Shica incluyó María de la O en su Trabajito de Chinos (2008), y Rodrigo Cuevas con Raül Refree El día que nací yo en su disco homónimo (2019). También Pedro Guerra incluyó Ojos Verdes en su disco de versiones Contigo en la distancia de 2010. En el 2007 en el documental "A la diestra del cieloː Silvio un cantaor rockero" se recogía la interpretación de La Zarzamora que solía interpretar Silvio en directo. En 2009 Los planetas incluían El romance de Juan de Osuna en su álbum Cuatro Palos.

### Espectáculos
En 2013 el espectáculo Azabache 20 Años de Pasión Vega, Pastora Soler, Diana Navarro y Manuel Lombo rememoró los temas el magnífico espectáculo Azabache de 1992. En 2008 se estrenó Enamorados Anónimos, comedia musical con temas de copla, con dirección musical de Javier Limón. En 2015 se estrenó el musical Tatuaje sobre Concha Piquer. En 2016 Valderrama puso en escena Bajo el ala del sombrero sobre la carrera de Juanito Valderrama.

## Coplas tradicionales

### Años 1920
- Cuna cañí (Mariano Bolaños, Francisco Marco y Ortiz de Villajos) para Pastora Imperio - 1928 (otras versiones: Lola Flores, Isabel Pantoja, Rosa María Luján, Joana Jiménez)

### Años 1930

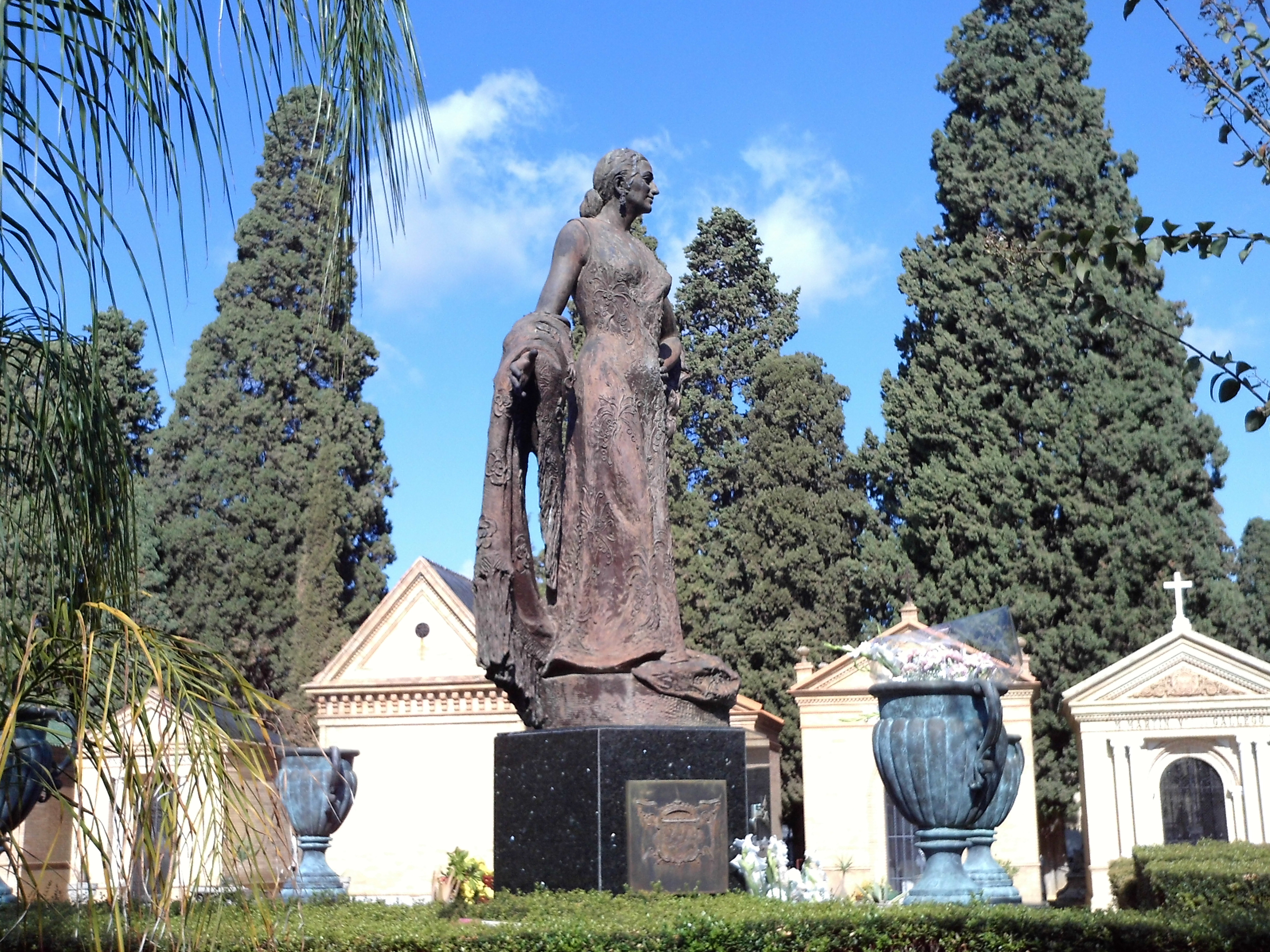
Sepultura de Juanita Reina en cementerio San Fernando de Sevilla

- María de la O (León y Valverde) para Estrellita Castro - 1933 (otras versiones: Lola Flores, Isabel Pantoja, Marifé de Triana, Joana Jiménez, Diego el Cigala, Niña Pastori, Kiki Morente, Mónica Naranjo, Antonio Cortés, Carlos Cano)
- La hija de Juan Simón (Daniel Montorio Fajó y Mauricio Torres García) para Angelillo - 1935 (otras versionesː Antonio Molina, Juanito Valderrama, Rosalía)
- El día que nací yo (Quintero, Guillén y Mostazo) para Imperio Argentina - 1936 (otras versiones: Isabel Pantoja, Sara Montiel, Gloria Romero, Plácido Domingo, Antonio Cortés, Juan Francisco Curado, Verónica Rojas, Carlos Cano, Rodrigo Cuevas, Montserrat Caballe).
- Mi jaca (Perelló y Mostazo) para Estrellita Castro - 1933 (otras versionesː Manolo Escobar, Angelillo, Marujita Díaz)
- Suspiros de España (Antonio Álvarez Alonso y Antonio Álvarez Cantos) para Estrellita Castro - 1936 (otras versiones: Concha Piquer, Paquita Rico, Lolita Sevilla, Manolo Escobar, Dyango, Rocío Jurado, Mercedes Ríos, Sara Montiel).
- Triniá (Valverde, León y Quiroga) para Conchita Piquer - (otras versionesː Miguel de Molina, Pastora Soler, Rocío Jurado, David Bisbal)

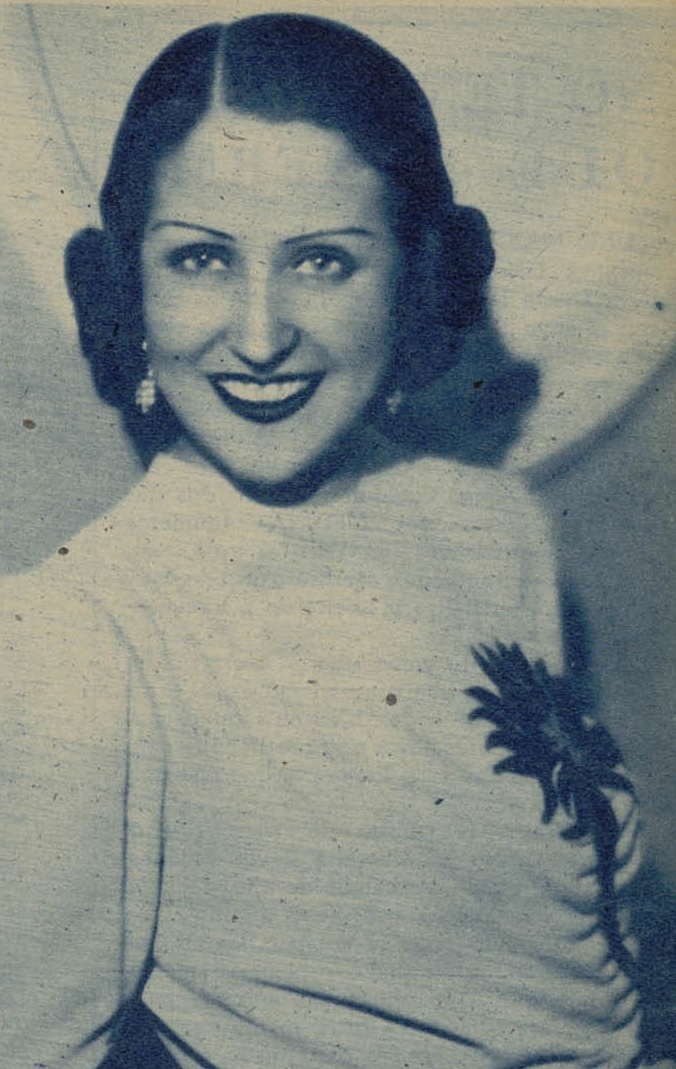
Estrellita Castro

- Ojos verdes (Valverde, León y Quiroga) para Concha Piquer - 1937 (otras versionesː Miguel de Molina, Miguel Poveda, Rocío Jurado, Diana Navarro, Carlos Cano, Buika, Pedro Guerra, Martirio, Antonio Cortés)
- Échale guindas al pavo (Perelló y Mostazo) para Imperio Argentina - 1936 (otras versionesː Lola Flores, Rosa Morena, Raphael, Encarnita Polo)
- Chiclanera (Luis Vega, Rafael Oropesa y Antonio Carmona) para Angelillo - 1936 (otras versionesː Manolo Escobar, Carlos Cano)
- En las cruces de mi reja (de Quintero y Mostazo) para Estrellita Castro - 1938 (otras versiones: Gracia Montes, Alejandra Rodríguez, Patricia del Río, Erika Leiva, Jonathan Santiago, María Espinosa)
- La bien pagá (Perelló y Mostazo) para Pastora Soler - 1936 (otras versionesː Miguel de Molina, Concha Piquer, Manolo Escobar, Isabel Pantoja, Carlos Cano, Diego El Cigala, Miguel Poveda, Joaquín Sabina)
- Los piconeros (Perelló y Mostazo) para Imperio Argentina - 1938 (otras versiones Rocío Jurado, Sara Montiel, Estrellita Castro, Concha Piquer, Manzanita, Amália Rodrigues, Antoine Duhamel)
- La falsa moneda (Perelló y Mostazo) para Imperio Argentina - 1936 (Otras versiones El Fary, Carlos Cano, Concha Buika)

### Años 1940

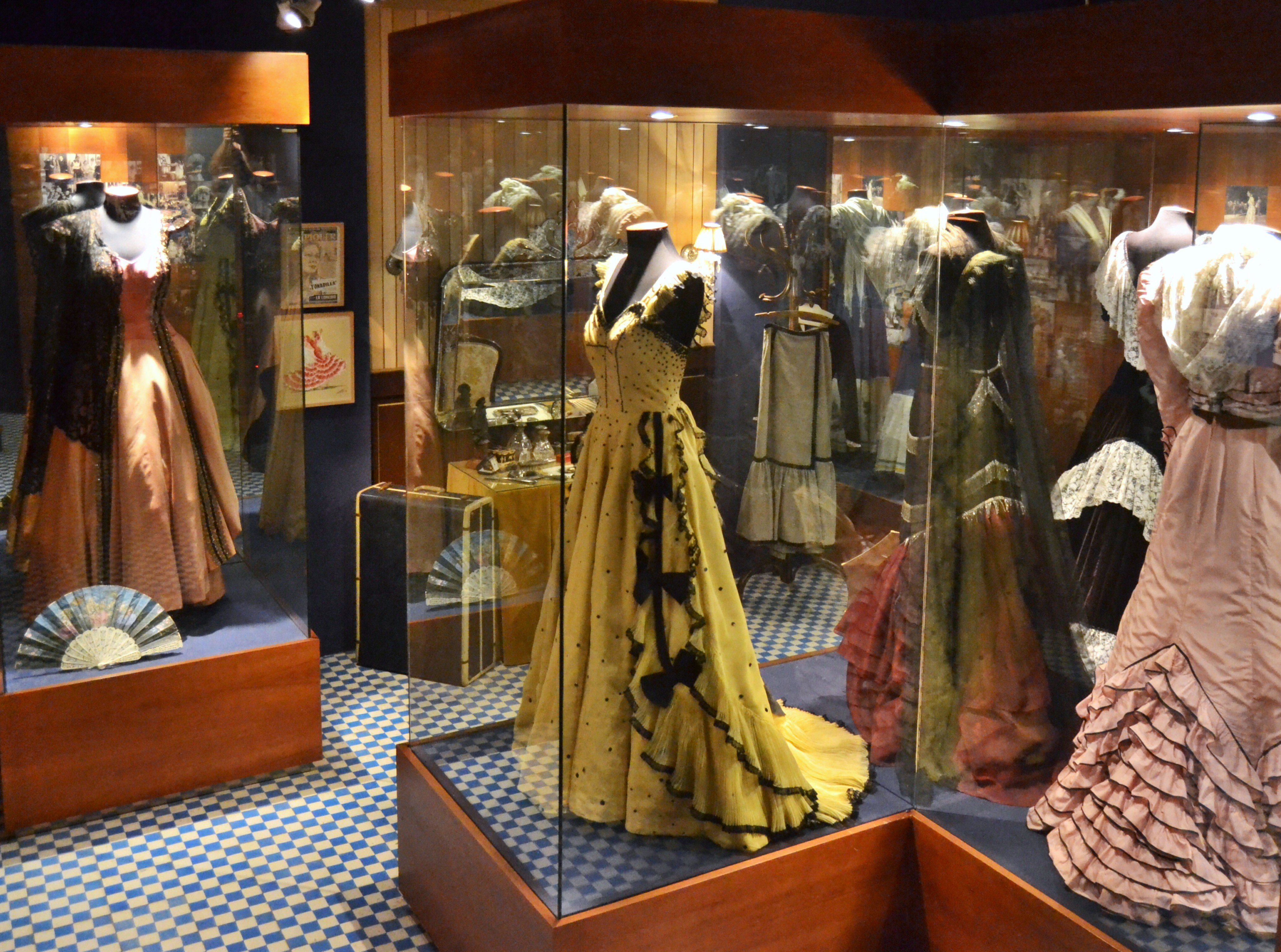
Vestidos de Concha Piquer en su casa museo

- A la lima y al limón (Quiroga y León) para Concha Piquer - 1940 (otras versiones: Manolo Escobar)
- No te mires en río (Quiroga y León) para Concha Piquer - 1940 (otras versiones: Estrellita Castro, María Dolores Pradera)
- Tatuaje (Valerio, Quiroga y León) para Concha Piquer - 1941 (otras versiones: Sara Montiel, Rocío Jurado, Gloria Romero, María Lozano, Verónica Rojas, Nazaret Compaz, Mercedes Ríos, Ana Pilar Corral, Selina del Río, Ana Belén, Carlos Cano)
- Tus ojos negros (León y Quiroga) para Concha Piquer - 1940 (otras versiones: Estrellita Castro, Miguel de Molina)
- La Lirio (León, Ochaita y Quiroga) para Estrellita Castro - 1941 (otras versiones: Concha Piquer, María Vidal, Marujita Díaz, Rocío Jurado, Isabel Pantoja, Carlos Cano)
- Dolores la Petenera (Quintero, León y Quiroga) para Gracia de Triana - 1942 (otras versionesː Concha Piquer, Estrellita Castro)
- La Parrala (Quintero, León y Quiroga) para Concha Piquer - 1942 (otras versiones: Rocío Jurado, Marifé de Triana, Dolores Abril)
- Dime que me quieres (Quintero, León y Quiroga) para Concha Piquer - 1943 (otras versiones: Manolo Caracol)
- Copla de los siete niños (Quintero, León y Quiroga) para Concha Piquer - 1943 (otras versiones: Marifé de Triana, Encarnita Polo)
- Callejuela sin salía (Quintero, León y Quiroga) para Juanita Reina - 1943 (otras versiones: Rocío Jurado, Isabel Pantoja)
- La niña de fuego (Quintero, León y Quiroga) para Manolo Caracol - 1944 (otras versiones: Manolo Escobar, Joana Jiménez, Antonio Cortés, Laura Gallego, Álvaro Vizcaíno, Álvaro Díaz, Jonathan Santiago, Ana Martínez, Blanca Paloma)
- Romance de la Otra (Quintero, León y Quiroga) para Concha Piquer - 1944 (otras versiones: Marifé de Triana, Rocío Jurado, Isabel Pantoja)
- Ay mi sombrero (Perelló y Morell) para Pepe Blanco (otras versionesː Manolo Escobar)
- No me quieras tanto (Quintero, León y Quiroga) para Gracia de Triana - 1944 (otras versionesː Concha Piquer, Isabel Pantoja, Los Panchos)
- La Zarzamora (Quintero, León y Quiroga) para Lola Flores - 1946 (otras versiones: Ana María González, Lolita Sevilla, Rocío Jurado, Isabel Pantoja, Verónica Carmona, Raphael, Carlos Cano)
- Puentecito (Perelló y Mostazo) para Antoñita Moreno- 1946 (otras versionesː Manolo Escobar)
- Una cantaora (Quintero, León y Quiroga) para Juana Reina - 1947 (otras versiones: Rocío Jurado, Marifé de Triana, Joana Jiménez, Laura Gallego, Patricia del Río, Cintia Merino, Ana Martínez)

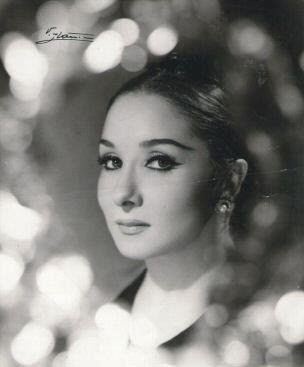
Marifé de Triana

- Francisco Alegre (Quintero, León y Quiroga) para Juana Reina - 1948 (otras versiones: Isabel Pantoja, Charo Reina, Nazaret Compaz)
- Romance de la reina Mercedes (Quintero, León y Quiroga) para Conchita Martínez - 1948 (otras versiones: Concha Piquer, Paquita Rico, Marifé de Triana, Mercedes Ríos, Pastora Soler, Falete, Bernarda de Utrera, Tomás de Antequera)
- Y sin embargo te quiero - 1948 (Quintero, León y Quiroga) para Juana Reina (otras versiones: Tona Olmedo, Rocío Jurado, Toña la Negra, Joaquín Sabina, Ana Belén, Miguel Poveda, Marta Sánchez, Conchita Piquer, Olga Roman, Clara Montes)

### Años 1950

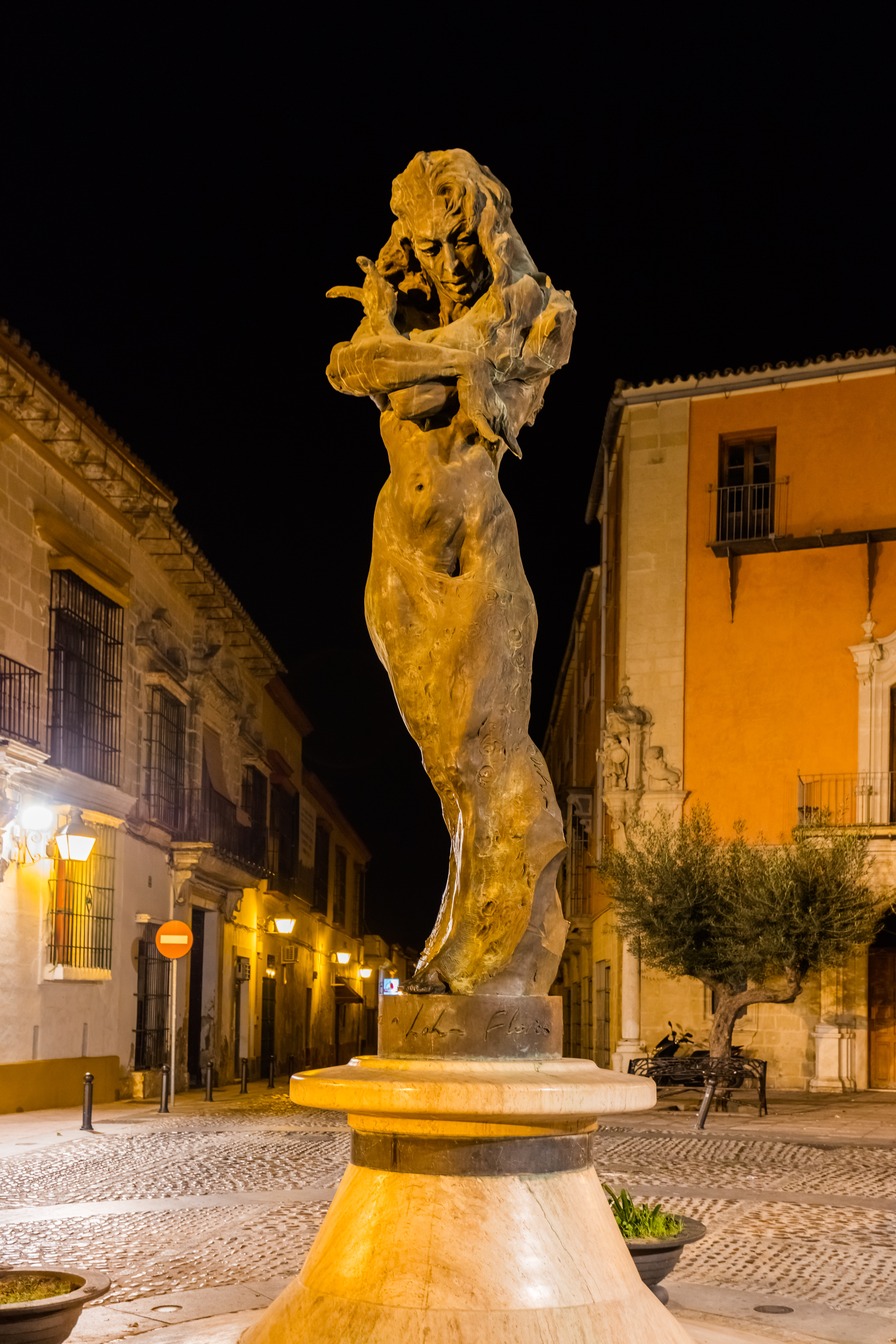
Estatua de Lola Flores en Jerez de la Frontera

- Lola la Piconera (Quintero, León y Quiroga) para Juana Reina - 195o (otras versiones: Rocío Jurado)
- Ay pena, penita, pena (Quintero, León y Quiroga) para Luisa Ortega - 1951 (otras versiones: Lola Flores, Antonio Cortés, Isabel Pantoja, Kimera Fernández, Joan Manuel Serrat, Carlos Cano, Celia Cruz (Dueto con Lolita), Ana Martínez, Antonio Vega)
- Sortija de oro (Ochaíta, Valerio y Solano) para Antoñita Moreno - 1951
- Capote de grana y oro (Quintero, León y Quiroga) para Juana Reina - 1951 (otras versiones: Isabel Pantoja, Pastora Soler)
- Carmen de España (Quintero León y Quiroga) para Juana Reina - 1952 (otras versiones: Carmen Sevilla, Rocío Jurado, Laura Gallego, Marujita Díaz)
- Yo soy esa (Quintero, León y Quiroga) para Juana Reina - 1952 (otras versiones: Concha Piquer, Carmen Sevilla, Rocío Jurado, Isabel Pantoja)
- Doce cascabeles (Ricardo Freire) para Tomás de Antequera - 1953 (otras versionesː Rafael Farina, Joselito, Carmen Sevilla, Angelillo, Manolo Escobar, Antonio Amaya)
- Silencio, cariño mío (Quintero, León y Quiroga) para Antoñita Moreno - 1952 (otras versionesː Rocío Jurado, Isabel Pantoja)
- Romance de Juan de Osuna (Quintero, León y Quiroga) para Manolo Caracol - 1953 (otras versionesː Paquera de Jerez, Parrilla de Jerez, Miguel Poveda, Joana Jiménez, Los Planetas, Ana Martínez, Manuel Cuevas Rodríguez, Jonathan Santiago)
- Con divisa verde y oro (Quintero, León y Quiroga) para Concha Piquer - 1953 (otras versionesː Rocío Jurado, Pasión Vega)
- La niña de Puerta Oscura (Quintero, León y Quiroga) para Concha Piquer - 1953 (otras versionesː Rocío Jurado, Pastora Soler)
- Coplillas de las divisas (Americanos) (Valerio, Ochaíta, Solano) para Lolita Sevilla - 1953
- Campanera (Francisco Naranjo, Camilo Murillo y Monreal) para Ana María - 1953 (otras versionesː Estrellita de Palma, Estrellita Castro, Joselito, Diana Navarro)
- Las campanas de Linares (Ochaita, Valerio y Solano) para Rafael Farina  (otras versionesː Álvaro Díaz, Jonathan Santiago, Alejandra Rodríguez)
- El cordón de mi corpiño (Guerrero y Castellano) para Antoñita Moreno - 1954 (otras versiones: Lola Flores).
- Mi Salamanca para Rafael Farina (otras versionesː Pepe Pinto)

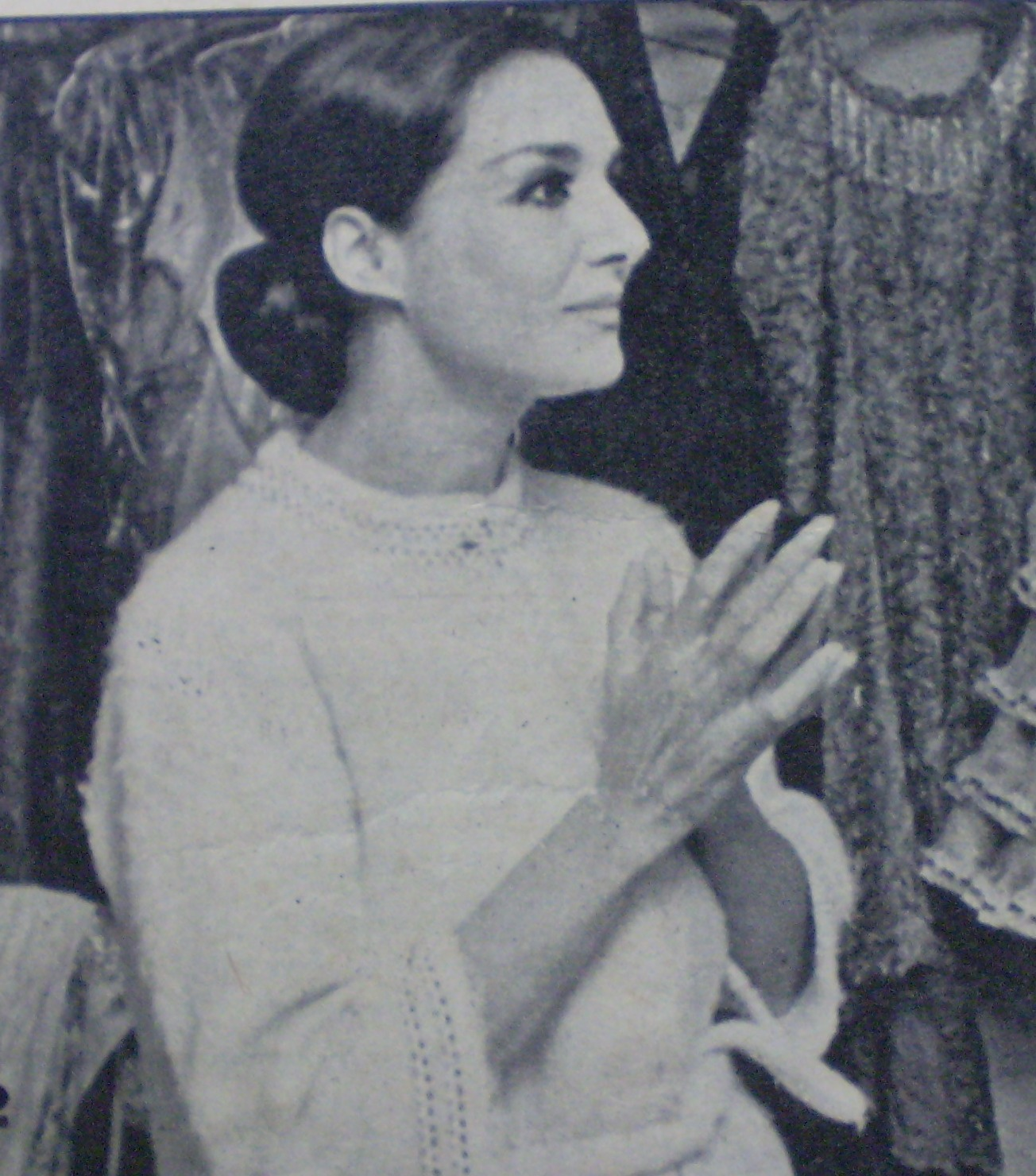
Nati Mistral

- Cariá la Sanluqueña (Francisco de Val y Miguel Cuthbert Días) para Gracia Montes - 1954
- Cariá la Sanluqueña (Ochaíta, Valerio y Solano) para Gracia Montes - 1955.
- Soy minero (Perelló y Montorio) para Antonio Molina - 1955 (otras versiones: Hakim, David Bisbal)
- Torre de arena (Gordillo, Llabrés y Sarmiento) para Marifé de Triana - 1956 (otras versiones: Pastora Soler, María Lozano, Miriam Domínguez, Álvaro Vizcaíno, Álvaro Díaz, Cintia Merino, Jonathan Santiago)
- El emigrante (Salazar, Quezada, Serapí y Valderrama) para Juanito Valderrama - 1956 (otras versiones: Manolo Escobar, Ana María González, Antonio Cortés, Alejandra Rodríguez, Verónica Rojas)
- Amante de abril y mayo (Quintero, León y Quiroga) para Concha Piquer - 1957 (otras versiones: Rocío Jurado, Isabel Pantoja)
- Romance de Valentía (Quintero, León y Quiroga) para Concha Piquer - 1957 (otras versionesː Concha Márquez Piquer, Isabel Pantoja, Paco de Lucía)
- Vino amargo (Quintero, León y Quiroga) para Rafael Farina - 1958 (otras versionesː Diana Navarro, Israel Fernández)
- Dos cruces (Larrea, Vicente Mari) para Jorge Gallarzo - 1952 (otras versiones: Nati Mistral, Angelillo, Antonio Molina, José Feliciano, Los Panchos, Chiquetete, Nuria Fergó, Diego el Cigala, María Dolores Pradera, Ana María González)

### Años 1960

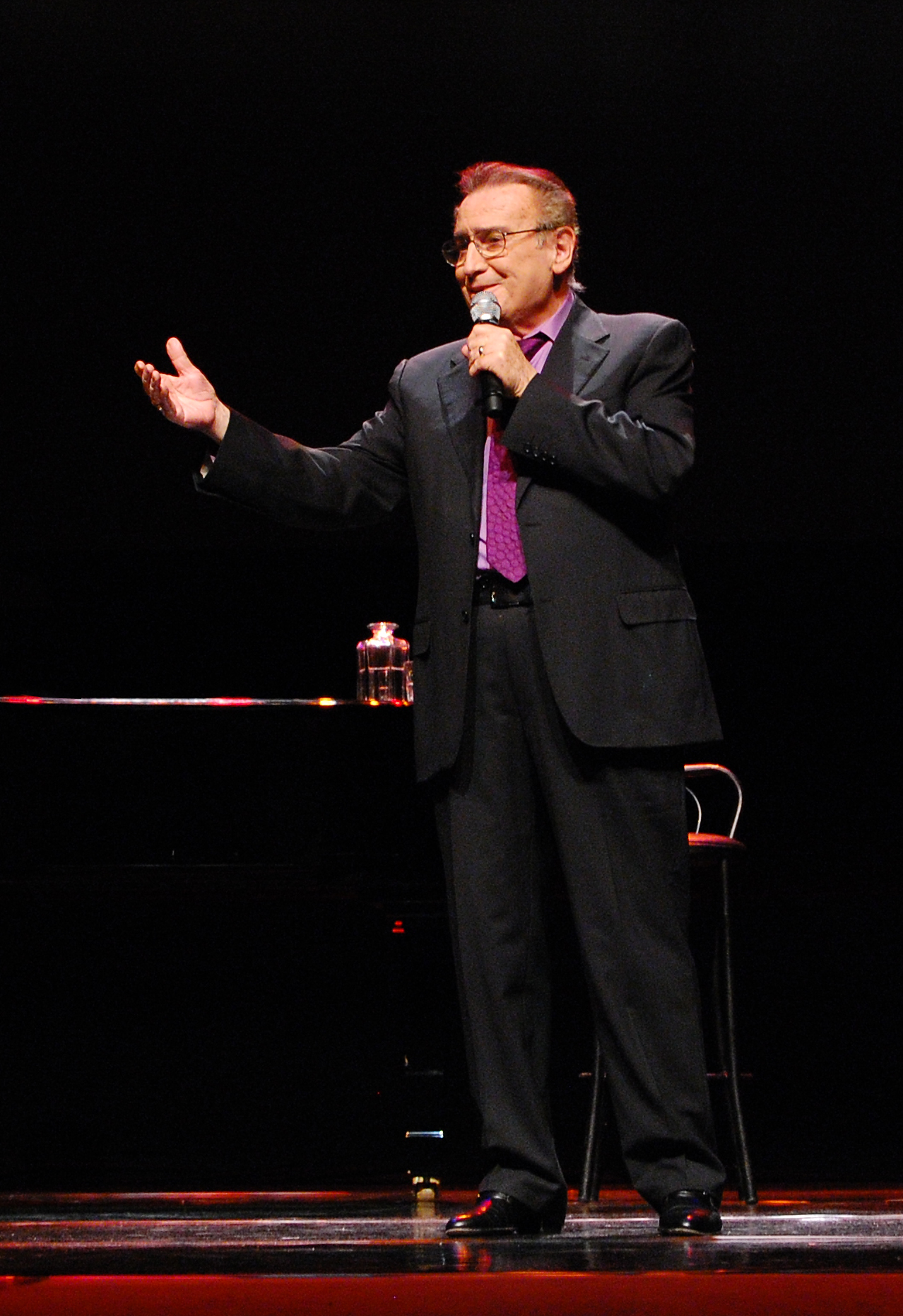
Manolo Escobar en escena

- Cinco farolas (Ochaíta, Valerio y Solano) para Juanita Reina - 1960 (otras versiones: Rocío Jurado, Concha Márquez Piquer, Carmen Flores, Laura Gallego).
- El Porompompero (Ochaíta, Valerio y Solano) para El Príncipe Gitano y modificada para Manolo Escobar - 1960 (otras versiones: Sara Montiel, Marisol).
- Ni se compra (Monreal) para Manolo Escobar - 1960 (otras versiones: Billo's Caracas Boys, Carlos Vargas)
- Nardo con bata de cola (G. Baldrich, Rafael Jaén) para Imperio de Triana.
- Mi Salamanca (Salazar, Gómez y Pitto) para Rafael Farina - 1962 (otras versiones: Alejandra Rodríguez, Álvaro Vizcaíno)
- Cuchillito de agonía (Ochaíto, Valerio y Solano) para Marifé de Triana - 1964 (otras versiones: Erika Leiva, Miriam Domínguez, Joana Jiménez, Anaraida Sánchez, Cintia Merino, Triana Muñoz)
- Tengo miedo (León y Solano) para El Príncipe Gitano y modificada para Rocío Jurado - 1964 (otras versiones: Lola Flores, Rocío Jurado, Marifé de Triana, Juana Reina, Isabel Pantoja, Patricia del Río, Laura Gallego, Ana Martínez)
- Cariño trianero (Augusto Algueró, Antonio Guijarro) para Carmen Sevilla, 1966 (otras versiones: Conchita Bautista, Rosa Marín, Dolores Abril)
- Mi amigo (León y Solano) para Rocío Dúrcal - 1967 (otras versiones: Rocío Jurado, Isabel Pantoja, Manuel Lombo, Rosa Marín, Miriam Domínguez, Paco Quintana, Anaraida Sánchez, Jonathan Santiago, Cintia Merino, María Espinosa, Carmen Ramos)
- A tu vera (León y Solano) para Lola Flores - 1964 (otras versiones: Manolo Escobar, Falete, Lolita, Malú)
- Viva Almería (Almagro y Villacañas) para Manolo Escobar - 1968
- Maruja Limón (Quintero, León y Quiroga) para Gracia Montes - 1968 (otras versiones Los Marismeños, Manolo Escobar)
- Mi carro (Alejandro Cintas y Rafael Jaén) para Manolo Escobar - 1969 (otras versiones Emilio El Moro)

### Años 1970
- El clavel (León, Segura y Solano) para Rocío Jurado - 1970 (otras versiones: Isabel Pantoja, Sandra Arco, Patricia del Río)
- La minifalda - anteriormente A mi novio no le gusta (José Espinosa, Felipe Campuzano y José Ruiz Venegas) para Perlita de Huelva y modificada para Manolo Escobar - 1971
- Y viva España (Caerts, Rozenstraten) para Samantha y modificada para Manolo Escobar - 1973 (otra versiones: Imca Marina, Hanna Aroni, Gro Anita Schønn, Georgette Plana, Elisabeth Edberg, Marion Rung, Sylvia Vrethammar, Melhem Barakat, Kovács Kati)
- Poema de mi Soledad (León y Solano) para Gracia Montes - 1973 (otras versiones: Rosa Marín, Verónica Rojas, Rosa María Luján, Selina del Río, Jonathan Santiago)
- De Andalucía yo soy (Padilla, Lapardi y Rodó Sellés) para Perlita de Huelva - 1972
- Háblame del mar marinero (Rafael Alberti y Manuel Alejandro) para Pepa Flores - 1976 (otras versiones: Isabel Pantoja, Manolo Escobar, María José Santiago, Raphael, Pastora Soler)

### Años 1980

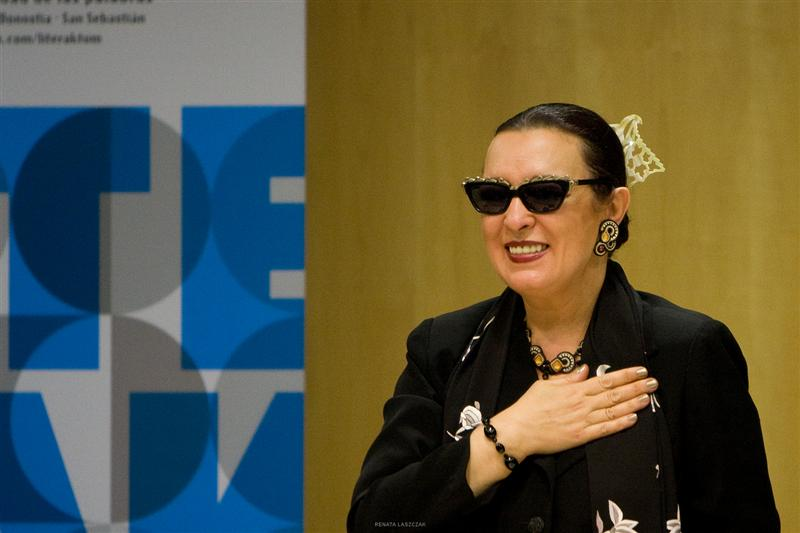
Martirio

- Señora (Manuel Alejandro y Ana Magdalena) para Rocío Jurado - 1980
- Aquella Carmen (León y Solano) para Isabel Pantoja - 1981 (otras versiones: Mila Balsera, Rocío Guerra, Isabel Pantoja, Álvaro Díaz)
- Como una ola (Pablo Herrero y José Luis Armenteros) para Rocío Jurado - 1982 (otras versionesː Roko, Juan Bau)
- Lo saben (León y Solano) para María Vidal - 1982
- Marinero de luces (José Luis Perales) para Isabel Pantoja - 1985 (otras versionesː Jean Carlos, Francisco Pesqueira)
- Procuro olvidarte (Manuel Alejandro y Ana Magdalena) Hernaldo Zúñiga - 1985 (otras versionesː Bambino, María Dolores Pradera, Falete, Amaral, José Manuel Soto, Mayte Martín, José Vélez, Vanesa Martín)
- Estoy mala (Quintero, León y Quiroga) para Martirio - 1986
- María la Portuguesa (Carlos Cano) para Carlos Cano - 1987 (otras versionesː María Dolores Pradera, Martirio, Las Migas, Pasión Vega, Joaquín Sabina, El canto del loco, Enrique Urquijo, María Toledo, Sabandeños)
- Habaneras de Cádiz (Antonio Burgos y Cano) para Carlos Cano - 1986 (otras versiones: Juan Carlos Mata, Ana Pilar Corral, María Dolores Pradera, Pasión Vega)
- Pastora Imperio (León y Solano) para Rocío Jurado - 1988 (otras versiones: Sandra Arco, Patricia del Río, Eríka Leiva)
- Se me enamora el alma (José Luis Perales) para Isabel Pantoja - 1989 (otras versionesː Amigos de Gines, Rocío Guerra, Laura María Larrea)
- Punto de partida (Juan Pardo) para Rocío Jurado - 1989 (ortras versiones: Mónica Naranjo, Anabel Dueñas)

### Años 1990
- La copla en mi voz (Francisco de Juan y Manuel Marvizón) para Patricia Vela - 1993 (otras versiones: Erika Leiva, Jonás Campos, Jonathan Santiago, Ana Martínez)
- Nací en Sevilla (José Luis Perales) para Isabel Pantoja - 1991
- Caballo de Rejoneo (De Manuel Alejandro) para Isabel Pantoja - 1993